# WordPress
WordPress er et open source blog & indholdsstyringssystem skrevet i PHP. 
WordPress kan bruges i 2 udgaver: en SaaS (software as a service) med begrænset funktionsset eller en selv-hostet open source med fulde muligheder for at installere plugins, redigere kode og tema.
Systemet er p.t. det mest udbredte i verden og er oversat til mange sprog, herunder dansk. 
Det anvendes til at formidle indhold i artikelform eller som debatfora hvor brugere kan tilføje en kommentarer.
I Danmark tilbyder mange hostingudbydere såkaldte 1-klik-installationer med WordPress, hvor brugeren med et tryk på en knap får en færdig installation på sit domæne. Dermed slipper brugerne for at installere systemet manuelt. I de senere år er WordPress blevet selvkørende med automatiske sikkerhedsopdateringer, som sikrer, at indehaveren af bloggen altid har den seneste softwareversion uden at skulle sætte sig ind i de nærmere tekniske krav.
Med årene har flere kommercielle udviklere og virksomheder udviklet temaer og plugins som brugerne kan tilkøbe for at øge funktionaliteten. Størstedelen af alle plugins er dog gratis og leveres og vedligeholdes af uafhængige udviklere. 
WordPress er open source software distribueret under GPL ( "GNU General Public License") og vedligeholdes og udvikles af et fællesskab på tusinder af brugere og udviklere. 

## Udgivelse uden kendskab til programmering
En af grundene til at wordpress er blevet så populært som det er, er at indholdet kan skrives og udgives af personer der ikke har kendskab til programmering. Readaktøren eller administratoren logger ind i backend, som er et område på siden der kræver brugernavn og adgangskode. I backend skrives indhold i en webeditor, hvor der kan foretages formatering af tekst, og indsættes billeder. Når indholdet bliver udgivet, bearbejdes det af wordpress og publiceres i frontend, der er den del af siden brugerne kan se.
Man kan sige at wordpress er et program, der skriver programmeringskoderne for en, så man ikke behøver at være programmør for at udgive indhold på nettet.

## Tekniske krav
For at kunne oprette en blog eller et websted, eller en kombination af begge, skal nogle få minimumskrav være opfyldt. Der skal være adgang til et webhotel, der understøtter PHP og MySQL og der skal være etableret en URL (webadresse).
Herefter er det muligt via en FTP-forbindelse at uploade systemet til webhotellets server og foretage installation efter forskrifterne. Administrator(er), der besidder nødvendige adgangskoder m.v., kan herefter vedligeholde og udbygge bloggen/webstedet online.